# Yoruhashi
yoruhashi (...) è una fumettista giapponese.

## Biografia
Poco si sa di quest'autrice di manga che si firma con uno pseudonimo. Vive a Konosu, nella prefettura di Saitama, e ha debuttato nel 2014 con la serie manga The Kingdom of Caliburn, terminata nel 2021 e proseguita con un sequel, The Kingdoms of Ruin, attualmente in corso. 

## Opere
- The Kingdom of Caliburn (2014-2021)
- The Kingdoms of Ruin (2019-in corso)
- Kokusan Shōjo Clarith (2022-in corso)